# Celebrity Eclipse
El Celebrity Eclipse es un crucero de la Clase Solstice operado por Celebrity Cruises, una subsidiaria de Royal Caribbean Group. Después de recibir un pedido con el constructor naval alemán Meyer Werft en julio de 2006, vio su quilla colocada en febrero de 2007 y fue entregado formalmente en abril de 2010. El buque de 122.000 toneladas siguió a los barcos gemelos Celebrity Solstice y Celebrity Equinox como el tercer barco de la clase Solstice en la flota.